# 야시마정 (가가와현)
야시마정(일본어: 屋島町)은 일본 가가와현 기타군에 있던 정이다. 현재의 다카마쓰시에 해당한다.

## 역사
- 1890년 2월 15일 - 정촌제 시행에 수반해 히가시카타모토촌, 니시카타모토촌, 야시마촌의 구역을 가지고 야마다군 가타모토촌이 성립하였다.
- 1889년 4월 1일 - 야마다군이 미키군과 합병해 기타군이 되었다.
- 1920년 1월 1일 - 야시마촌으로 개칭되었다.
- 1933년 4월 1일 - 정으로 승격해, 야시마정이 되었다.
- 1940년 2월 10일 - 다카마쓰시에 편입해, 동일 야시마정은 폐지되었다.

## 인구
| \| 1920년（다이쇼9년） \| 5,271명 \| \| \| 1925년（다이쇼14년） \| 5,244명 \| \| \| 1930년（쇼와5년） \| 5,481명 \| \| \| 1935년（쇼와10년） \| 5,628명 \| \| |         |  |
| 총무성통계청 / 국세조사（1935년） |         |  |
| 1920년（다이쇼9년） | 5,271명 |  |
| 1925년（다이쇼14년） | 5,244명 |  |
| 1930년（쇼와5년） | 5,481명 |  |
| 1935년（쇼와10년） | 5,628명 |  |

## 참고 문헌
- 角川日本地名大辞典編纂委員会, 『角川日本地名大辞典 43 香川県』, 1985, 角川書店
- 香川県教育会木田郡部会郡誌編纂部 編『木田郡誌』香川県教育会木田郡部会、高松市、1940年1月5日。doi:10.11501/1684817。 NCID BA44706440。OCLC 835722324。
- 高松市史編修室 編『新修高松市史』 第1、高松市役所、高松市、1964年12月15日。doi:10.11501/3030912。 NCID BN05923101。OCLC 672588589。
- 高松市史編修室 編『新修高松市史』 第3、高松市役所、高松市、1969年2月15日。doi:10.11501/3030978。 NCID BN05923101。OCLC 703819378。
- 高松市歴史資料館 編『屋島：シンボリックな大地に刻まれた歴史』高松市歴史資料館、高松市、2014年12月。 NCID BB21271288。